# Alois Gallat
Alois Gallat (8. června 1827 Nový Bydžov — 7. září 1901 Chrudim) byl český spisovatel a dramatik. Pracoval ve státní správě a obecní samosprávě, od roku 1882 zastával funkci ředitele městského úřadu v Chrudimi. Proslavil se jako humorista — psal deklamace, básně, novely a především dramatické burlesky, v nichž parodoval klasická díla a převáděl jejich děj ve zjednodušené podobě do současnosti. Podílel se na kulturním životě Chrudimi jako herec a režisér ochotnického divadla, starosta Sokola a člen pěveckého sboru Slavoj. Publikoval rovněž články z oboru samosprávy a zemědělského práva a vydal brožuru ke stému výročí narození Josefa Ressla, v níž dokazoval jeho český původ.

## Život
Narodil se 8. června 1827 v Novém Bydžově jako syn sládka. S rodiči se již v roce 1830 přestěhoval do Chrudimi, kde si otec otevřel hostinskou živnost. Alois vystudoval gymnázium a přijal místo ve státní správě a městské samosprávě. Roku 1864 se stal městským koncipistou, v roce 1882 mu byla svěřena funkce ředitele městského úřadu v Chrudimi.
V Chrudimi se zapojil do veřejného života. Stal se spoluzakladatelem a od roku 1867 starostou Sokola. Účastnil se rovněž činnosti hudebního a pěveckého souboru Slavoj. V 60. a 70. letech byl vůdčí osobností místního ochotnického divadla, kde působil jako herec a režisér. Roku 1886 založil stolní společnost Kosí kruh neboli Prahnízdo kosů, zaměřenou na pěstování humoru a mystifikací. Svými aktivitami přispěl ke kulturnímu rozkvětu v Chrudimi. Vyučoval také zemědělské právo na chrudimské hospodářské škole a podílel se na oslavách sta let od narození Josefa Ressla. V brožurce, vydané při té příležitosti, dokazoval, že známý vynálezce lodního šroubu měl českou národnost a smýšlení.
Zemřel v Chrudimi 7. září 1901.

## Dílo

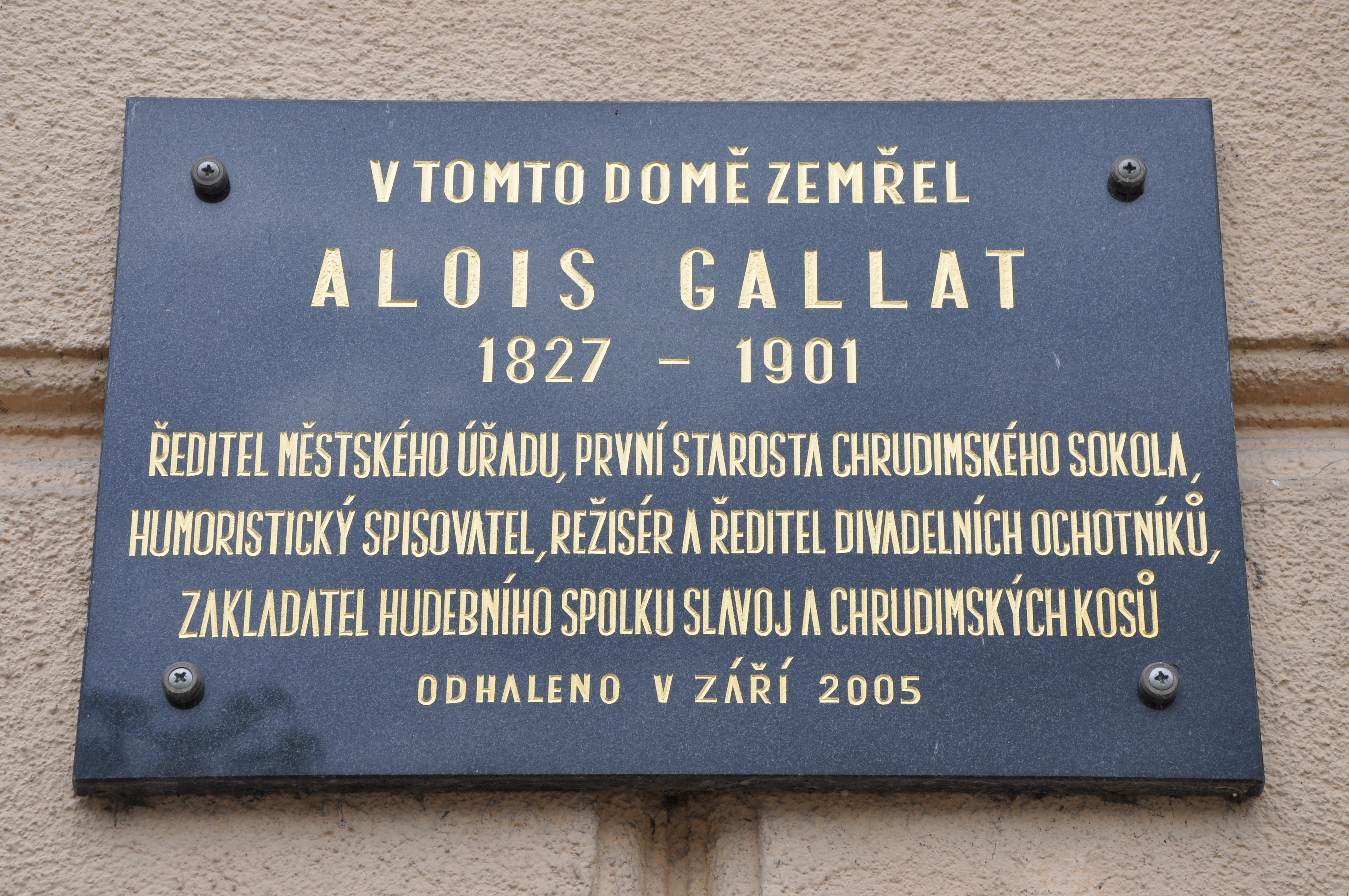
Plaketa na chrudimské radnici.

První báseň, Nářek školákův, vydal r. 1846 v Květech. Později se proslavil deklamacemi, básněmi a novelami, zpravidla humoristickými, které vycházely v časopisech (např. Humoristické listy nebo Paleček) i knižně. Oblibu obecenstva si získal dramatickými burleskami, jimiž parodoval klasická dramata. Vycházel z velmi zjednodušeného děje známých her, který převáděl do současnosti. Zesměšňoval nabubřelý romantický patos, přežilé společenské konvence a přetvářku, a pro zvýšení komického efektu napodoboval s pomocí živých herců loutkové divadlo.
Knižně vyšly:
- Humoresky ve verši a v proze (1860), soubor prací dříve publikovaných v časopisech.[3] Kniha např. silně zapůsobila na mladého Ignáta Herrmanna, který ji dostal darem od chrudimského nakladatele (a strýce) Stanislava Pospíšila. Po letech vzpomínal, že místo „příkladných poslušných chlapečků“, na které byl do té doby zvyklý z mravoučných povídek vydávaných dědečkem, v ní našel příběhy ze skutečného života, a mnohokrát se k ní později vracel jako ke zdroji útěchy.[6]
- Rodina Morousů, aneb, Loupežníci v českých pralesích, čili, Láska ženského fraucimoru není přece žádný hadr (1865), parodie na Schillerovy Loupežníky[2]
- Uforin a Dišperanda, aneb, Tak to je, když se rytíř nekalého původu bez rozvahy zamiluje do vznešeného fraucimoru, čili, Shylok ten druhý : veliká tragédie s konečným propadnutím ve 2 jednáních (1867), parodie na Shakespearova Kupce benátského[2]
- Deklamace (1875)
- Komedie (1875), obsahuje hry: Rytíř Šnofonius a princezna Mordulina (parodie na Pucciniho Turandot),[2] Rodina Morousů a Uforin a Dišperanda (viz výše)
- Proklatec v lese tmavém : velká tragédie o jediném ději (1879)
- Chrudim z doby kouzel a strašidel (1889)

Dvacet let vydával vždy na Silvestra humoristické listy Sůva a Klapačka. Psal rovněž články o městské samosprávě a výklady zemědělských zákonů pro chrudimský List hospodářský.

## Příbuzenstvo
- Bratr František Gallat (asi 1817 — 6. května 1889) byl chrudimský fotograf. Se svým ateliérem, umístěným ve zvlášť upraveném voze, navštívil téměř všechna česká města. Společně se zetěm p. Tietzem založil ve Vídni fotografický závod Tietz&Gallat, který byl oblíbený zejména mezi tamními Čechy.[7]
- Bratr z druhého otcova manželství Jaroslav Gallat[2] (1855-1932) se také proslavil jako dramatik a humorista.[8]